# Maritta Renqvist
Maritta Renqvist (* um 1940, geborene Maritta Petrell) ist eine finnische Badmintonspielerin. 

## Karriere
Maritta Renqvist siegte 1959 unter ihrem Geburtsnamen Petrell erstmals bei den nationalen Titelkämpfen in Finnland. Sieben weitere Titelgewinne folgten bis 1966. Allein sieben Titel gewann sie im Dameneinzel.

## Sportliche Erfolge
| Saison | Veranstaltung                   | Disziplin   | Platz | Name                                  |
| ------ | ------------------------------- | ----------- | ----- | ------------------------------------- |
| 1959   | Finnland: Einzelmeisterschaften | Dameneinzel | 1     | Maritta Petrell                       |
| 1960   | Finnland: Einzelmeisterschaften | Dameneinzel | 1     | Maritta Petrell                       |
| 1961   | Finnland: Einzelmeisterschaften | Dameneinzel | 1     | Maritta Petrell                       |
| 1961   | Finnland: Einzelmeisterschaften | Damendoppel | 1     | Maritta Petrell / Lisbeth Baumgartner |
| 1962   | Finnland: Einzelmeisterschaften | Dameneinzel | 1     | Maritta Petrell                       |
| 1962   | Finnland: Einzelmeisterschaften | Damendoppel | 1     | Maritta Petrell / Lisbeth Baumgartner |
| 1963   | Finnland: Einzelmeisterschaften | Dameneinzel | 1     | Maritta Petrell                       |
| 1963   | Finnland: Einzelmeisterschaften | Damendoppel | 1     | Maritta Petrell / Sanni Jaakola       |
| 1964   | Finnland: Einzelmeisterschaften | Dameneinzel | 1     | Maritta Petrell                       |
| 1964   | Finnland: Einzelmeisterschaften | Damendoppel | 1     | Maritta Petrell / Inger Gerkman       |
| 1965   | Finnland: Einzelmeisterschaften | Dameneinzel | 1     | Maritta Petrell                       |
| 1965   | Finnland: Einzelmeisterschaften | Damendoppel | 1     | Maritta Petrell / Terttu Weckström    |
| 1966   | Finnland: Einzelmeisterschaften | Dameneinzel | 1     | Maritta Renqvist                      |